# 何索·庫爾
何索·庫爾（愛沙尼亞語：Hasso Krull，1964年1月31日—）是愛沙尼亞作家，作品主要是詩、散文（包括藝術與電影評論）、翻譯作品，目前在塔林大學任教。他曾獲波羅的海地區多項文學與評論獎項，包括2002年與2010年度詩獎、1998年與2007年度散文獎、2005年波羅的海文學大獎等；作品曾被翻譯成英文、法文、德文、瑞典文、西班牙文、俄文、荷蘭文、匈牙利文等十幾種語言，2012年他獲邀來台灣參加臺北詩歌節。

## 作品風格
庫爾作品除了愛沙尼亞本土風格之外，亦受北美吟遊傳統、雅克·德希達的哲學思維和老子、莊子東方思想影響，具有神話與宇宙學風格。他另外還翻譯保羅·梵樂希、布烈東等詩人的作品，還引介喬治·巴代伊、雅克·德希達、米歇爾·傅柯、吉爾·德勒茲、斯拉沃熱·齊澤克等人的論述至國內。

## 荣誉

### 爱沙尼亚勋章奖章
- 白星奖章（英语：Order of the White Star）（2001年2月2日批准，2001年2月23日颁发[3]）